# Challenger WTA de Buenos Aires 2022
El WTA Argentina Open 2022 fue un torneo de tenis profesional jugado en canchas de tierra batida. Fue la 2ª edición del torneo y formó parte de los Torneos WTA 125s en 2022. Se llevó a cabo en Buenos Aires, Argentina, entre el 14 de noviembre al 20 de noviembre de 2022.

## Cabezas de serie

### Individuales
| Tenista         | Ranking | Preclasificada |
| Mayar Sherif    | 63      | 1              |
| Danka Kovinić   | 79      | 2              |
| Panna Udvardy   | 83      | 3              |
| Julia Grabher   | 84      | 4              |
| Tamara Zidanšek | 104     | 5              |
| Sara Errani     | 109     | 6              |
| Réka Luca Jani  | 111     | 7              |
| Laura Pigossi   | 114     | 8              |

- Ranking del 7 de noviembre de 2022

### Dobles
| Tenista                              | Ranking | Preclasificada |
| Tímea Babos Ekaterine Gorgodze       | 172     | 1              |
| Ingrid Gamarra Martins Luisa Stefani | 187     | 2              |
| Andrea Gámiz Eva Vedder              | 217     | 3              |
| Jessie Aney Ingrid Neel              | 229     | 4              |

## Campeonas

### Individuales femeninos
Panna Udvardy venció a  Danka Kovinić por 6–4, 6–1

### Dobles femenino
Irina Bara /  Sara Errani vencieron a  Jang Su-jeong /  You Xiaodi por 6–1, 7–5 